# Abbaye Sainte-Foy de Bamberg
L’abbaye Sainte-Foy de Bamberg est un ancien prieuré bénédictin situé à Bamberg, dans le Land de Bavière et le diocèse de Bamberg.

## Histoire
Le prieuré se situe sur une colline au-dessus de l'abbaye de Michelsberg (de) et est inauguré en 1124. L'église baroque actuelle est construite entre 1652 et 1732.
L'église présente des peintures au plafond de la période vers 1760, un maître-autel datant de 1733 avec une Vierge gothique tardif du XVe siècle.
Elle est aujourd'hui entourée par les nouveaux bâtiments de l'hôpital psychiatrique de la Sozialstiftung Bamberg (de).

## Orgue
L'orgue est construit par le facteur d'orgue Eusebius Dietmann (Lichtenfels). L'instrument dispose de 27 registres sur deux manuels et de pédales. Le jeu et le registre des fractures sont électriques.

## Cloches
Deux cloches pendent dans la languette du toit. Ils formaient autrefois le cadre d'un carillon en trois parties cohérent, dont la cloche centrale fut vendue à Mühlendorf, un village voisin, après la sécularisation en 1806. La cloche est coulée en 1733 par le fondateur de la cloche de Bamberg Johann Ignatius Höhn avec une excellente conception artistique. Les trois cloches sont musicales et le contenu chargé avec les signes de la Trinité : Les cloches forment un trio.  Outre le dévouement de Notre-Dame à toutes les cloches, les autres parrainages sont trinitaires. Cette vénération de la Sainte Trinité trouve sa base artistique dans la conception correspondante de l'église.